# Valerius Romulus

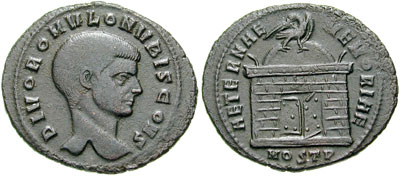
Follis au nom de Valérius Romulus émis à Rome en 310. Au revers un temple AETERNAE MEMORIAE.

Marcus Aurelius Valerius Romulus, né vers 295 et mort en 309, est le fils de l'empereur Maxence (306-312), et le petit-fils de l'empereur Maximien Hercule.

## Biographie
En 308, puis en 309, il est nommé clarissimus puer (enfant de l'ordre sénatorial) et nobilissimus vir (très noble personnage), il est fait consul deux années de suite, avec son père et meurt probablement avant 310. En effet, Maxence est seul consul cette année-là. Romulus fut enterré dans la résidence impériale de son père, sur la Via Appia, son tombeau grandiose était conçu pour servir de mausolée dynastique.
Après sa mort son père lui dédie un temple, le temple du « divin Romulus » sur le forum romain. Après la défaite de Maxence, le temple fut voué à Constantin Ier par décret du Sénat. Le nom de Romulus n'avait pas été choisi de manière indifférente par Maxence mais correspond à son choix politique d'exalter ses liens à la capitale de l'Empire pour en tirer du prestige face à ses concurrents pour le pouvoir suprême.